# MG-167

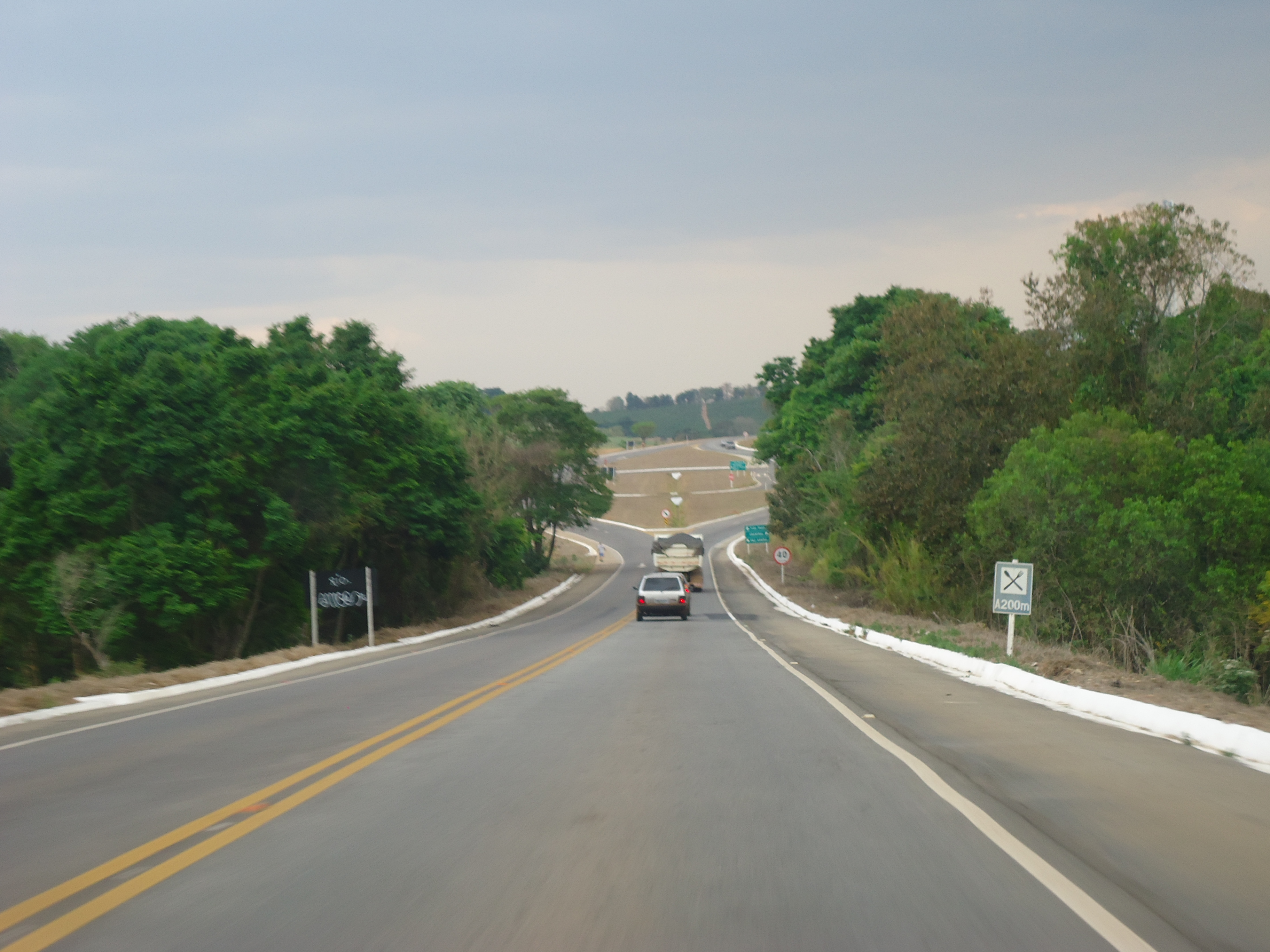
Trecho da rodovia MG-167 entre Três Pontas e Santana da Vargem.

A MG-167 é uma rodovia brasileira do estado de Minas Gerais. Pela direção e sentido que ela percorre, é considerada uma rodovia longitudinal. Com 96,6 km de extensão, é toda pavimentada. A MG-167 começa no entroncamento com a BR-265, em Santana da Vargem, e termina no entroncamento com a BR-267 em Cambuquira, passando pelos municípios de Três Pontas, Varginha e Três Corações.

## Turismo
Localizada na mesorregião do Sul e Sudoeste de Minas, a rodovia faz parte dos circuitos turísticos das Águas, e Vale Verde e Quedas D'Água.